# Poncé-sur-le-Loir
Poncé-sur-le-Loir är en kommun i departementet Sarthe i regionen Pays de la Loire i nordvästra Frankrike. Kommunen ligger i kantonen La Chartre-sur-le-Loir som tillhör arrondissementet La Flèche. År 2018 hade Poncé-sur-le-Loir 323 invånare.

## Befolkningsutveckling
Antalet invånare i kommunen Poncé-sur-le-Loir
| Referens: INSEE |